# گرترین (دهانه)
گرترین یک دهانه برخوردی در ماه‌ است.

## دهانه‌های اقماری
این دهانه ۱ دهانه اقماری دارد.
| Grotrian | عرض جغرافیایی | طول جغرافیایی | قطر          |
| -------- | ------------- | ------------- | ------------ |
| X        | ۶۴.۵° S       | ۱۲۵.۵° E      | ۲۰.۰ کیلومتر |